# Sylvia Miles
Sylvia Miles (született Sylvia Lee) (New York-Greenwich Village, 1924. szeptember 9. – New York, Manhattan, 2019. június 12.) amerikai színésznő.
Legjobb női mellékszereplőként kétszer jelölték Oscar-díjra, az Éjféli cowboy (1969) és a Kedvesem, isten veled (1975) című filmjeivel.

## Filmográfia

### Film
| Év   | Magyar cím                                 | Eredeti cím                         | Szerep                  | Magyar hang       |
| ---- | ------------------------------------------ | ----------------------------------- | ----------------------- | ----------------- |
| 1960 |                                            | Murder, Inc.                        | Sadie                   |                   |
| 1961 |                                            | Parrish                             | Eileen                  |                   |
| 1963 |                                            | Violent Midnight                    | Silvia                  |                   |
| 1964 |                                            | Pie in the Sky                      | Rose                    |                   |
| 1969 | Éjféli cowboy                              | Midnight Cowboy                     | Cass                    | Faragó Vera       |
| 1969 | Éjféli cowboy                              | Midnight Cowboy                     | Cass                    | Zborovszky Andrea |
| 1971 |                                            | The Last Movie                      | hivatalnok              |                   |
| 1971 |                                            | Who Killed Mary What's 'Er Name?    | Christine               |                   |
| 1972 |                                            | Heat                                | Sally Todd              |                   |
| 1975 | Kedvesem, isten veled                      | Farewell, My Lovely                 | Jessie Halstead Florian | Földi Teri        |
| 1975 |                                            | 92 in the Shade                     | Bella                   |                   |
| 1976 | A kétbalkezes és az örömlány               | The Great Scout & Cathouse Thursday | Madam 'Mike'            | Bánky Zsuzsa      |
| 1976 | A kétbalkezes és az örömlány               | The Great Scout & Cathouse Thursday | Madam 'Mike'            | Gruber Zita       |
| 1977 | Az őrszem                                  | The Sentinel                        | Gerde                   | Andresz Kati      |
| 1978 |                                            | Zero to Sixty                       | Flo Ames                |                   |
| 1978 |                                            | Shalimar                            | Rasmussen bárónő        |                   |
| 1981 |                                            | The Funhouse                        | Madame Zena             |                   |
| 1982 | Nyaraló gyilkosok                          | Evil Under the Sun                  | Myra Gardener           | Margitai Ági      |
| 1987 | Alkalom szüli az orvost (Kritikus állapot) | Critical Condition                  | Maggie                  | Fodor Zsóka       |
| 1987 | Alkalom szüli az orvost (Kritikus állapot) | Critical Condition                  | Maggie                  | Pásztor Erzsi     |
| 1987 | Csipkerózsika                              | Sleeping Beauty                     | Vörös tündér            | Czigány Judit     |
| 1987 | Tőzsdecápák                                | Wall Street                         | Dolores, ingatlanügynök | Győri Ilona       |
| 1987 | Tőzsdecápák                                | Wall Street                         | Dolores, ingatlanügynök | Illyés Mari       |
| 1988 | A szerelemhez idő kell                     | Crossing Delancey                   | Hannah Mandelbaum       |                   |
| 1988 |                                            | Spike of Bensonhurst                | kongresszusi tag        |                   |
| 1989 | Nőstényördög                               | She-Devil                           | Francine Fisher         | Schubert Éva      |
| 1995 | Tartsd a vonalat                           | Denise Calls Up                     | Sharon, Gail nagynénje  | Szabó Éva         |
| 2000 |                                            | The Boys Behind the Desk            | ismeretlen szerep       |                   |
| 2002 |                                            | High Times' Potluck                 | Ma                      |                   |
| 2003 |                                            | Rose's                              | Ms. P                   |                   |
| 2007 |                                            | Go Go Tales                         | Lilian Murray           |                   |
| 2010 | Tőzsdecápák – A pénz nem alszik            | Wall Street: Money Never Sleeps     | Dolores, ingatlanügynök | Tóth Judit        |
| 2019 |                                            | Japanese Borscht                    | Mary Tess               |                   |

### Televízió
| Év        | Magyar cím       | Eredeti cím                             | Szerep         | Megjegyzések                              |
| --------- | ---------------- | --------------------------------------- | -------------- | ----------------------------------------- |
| 1970      |                  | The Tonight Show Starring Johnny Carson | önmaga         | 3 epizód                                  |
| 1971–1974 |                  | The Mike Douglas Show                   | önmaga         | 5 epizód                                  |
| 1985      | Miami Vice       | Miami Vice                              | Muriel Goldman | - 1 epizód - magyar hangja: - Bókai Mária |
| 1986      |                  | The Equalizer                           | anya           | 1 epizód                                  |
| 2002      |                  | One Life to Live                        | Stella         | 1 epizód                                  |
| 2002      | Szex és New York | Sex and the City                        | Joan           | 1 epizód                                  |